# Transsion
Transsion Holdings (Chinees: 传音控股) is een Chinese producent van smartphones en huishoudelijke apparatuur. Het bedrijf werd opgericht in 2006 en het hoofdkantoor staat in Shenzhen.

## Beschrijving

### Afrika
Transsion vestigde zich in juni 2008 op een locatie in Nigeria, en had eind dat jaar in zeven andere Afrikaanse landen een dochterfirma opgericht. Een productiefaciliteit werd in 2011 in Ethiopië gestart.
Het bedrijf werd in 2017 de grootste fabrikant van smartphones op het Afrikaanse continent. Het streef daarmee Samsung voorbij.
Het succes op de Afrikaanse markt wordt toegeschreven aan dualsim-technologie, waarbij gebruikers meer dan één simkaart kunnen gebruiken, camera's die zich beter instellen op donkere huidskleuren, ondersteuning voor meerdere Afrikaanse talen, en een lange batterijduur, wat de toestellen geschikt maakt voor gebieden met schaarse stroomvoorziening.

### Verkoop
Het bedrijf verkoopt zijn producten onder meerdere handelsnamen, waaronder Tecno, Itel, Infinix en Oraimo. Buiten Afrika biedt Transsion ook consumentenelektronica aan in het Midden-Oosten, Zuidoost-Azië, Latijns-Amerika, Bangladesh en India.

### Producent
Transsion bereikte in 2023 de top vijf van grootste producenten van smartphones ter wereld. Halverwege dat jaar zijn wereldwijd ongeveer 22,7 miljoen smartphones verkocht.

## Galerij

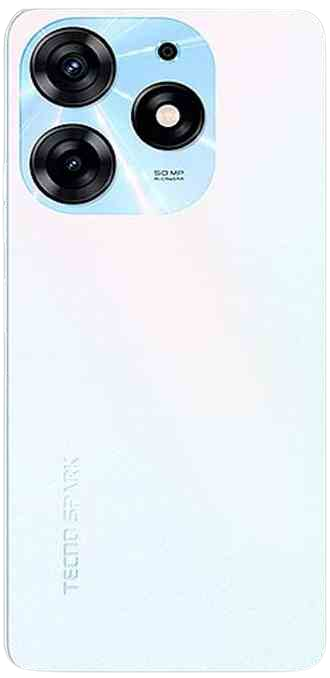
Spark 10 Pro
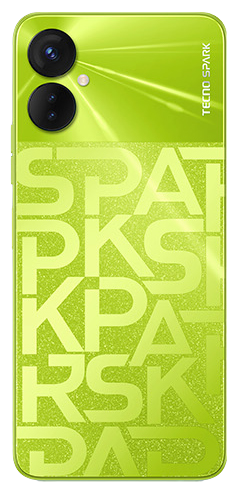
Spark 9 Pro
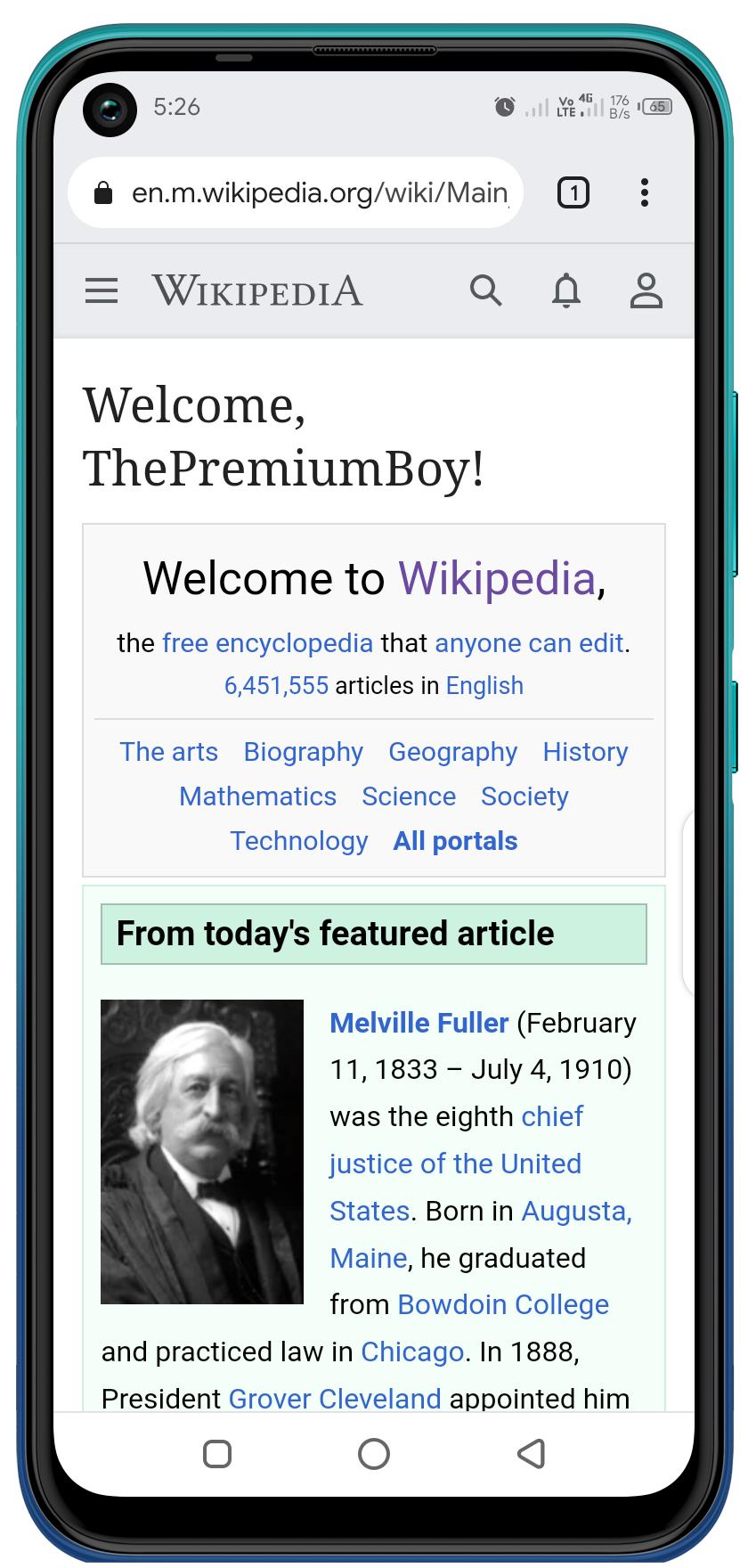
Infinix Hot 9 Pro